# Lúcia Maria
Lúcia Maria (1954) é uma atriz portuguesa.

## Biografia
A convite de Francisco Ribeiro, ingressou na Companhia do Teatro Nacional D. Maria II em 1979, tendo participado em numerosos espectáculos, nomeadamente "D. João", de Molière, com encenação de Jean-Marie Villégier e "Fausto.Fernando.Fragmentos." e "Amor de Perdição", com encenação de Ricardo Pais, os quais representaram o TNDM II nos festivais: Théâtre de l'Europe, a convite de Giorgio Strehler, Teatro de Madrid e ainda Europália, 91.
Foi ainda dirigida, entre outros, pelos seguintes encenadores: Francisco Ribeiro, Mário Feliciano, Jorge Castro Guedes, Rogério Paulo, Carlos Avilez, Costa Ferreira e Fernando Gomes.
Foi protagonista em "O Crime de Aldeia Velha", com encenação de Carlos Avilez, no Teatro Nacional D. Maria II.
É atriz do Teatro Nacional D. Maria II.

## Televisão
- 1987 - A Relíquia[5][6][7]
- 1989 - Rua Sésamo[8][9][7][10]
- 1991 - Histórias Fantásticas[7]

## Teatro
- 1983 - A Casa de Bernarda Alba - Teatro Nacional D. Maria II[11]
- 1996 - O Crime da Aldeia Velha - Teatro Nacional D. Maria II[4]
- 1999 - O Poder da Górgone - Teatro Nacional D. Maria II[12]
- 2012 - Gil Vicente na Horta - Teatro Nacional D. Maria II[13][14][14]
- 2013 - Condomínio da Rua - Teatro Nacional D. Maria II[15]
- 2015 - Cyrano de Bergeac - Teatro Nacional D. Maria II[16]
- 2015 - Sax Tenor - Teatro Nacional D. Maria II[17]
- 2015 - Ifigénia - Teatro Nacional D. Maria II[18]
- 2015 - Electra - Teatro Nacional D. Maria II[19]
- 2016 - O Impromptu de Versalhes - Teatro Nacional D. Maria II [20][21]
- 2016 - O Pato Selvagem - Teatro Nacional D. Maria II[22]
- 2017 - A Divina Comédia - Inferno - Teatro Nacional D. Maria II[23]
- 2018 - Ex-Zombies: Uma Conferência - Teatro Nacional D. Maria II[24]
- 2018 - Cortado por todos os lados, aberto por todos os cantos - Teatro Nacional D. Maria II[25]
- 2018 - Teatro - Teatro Nacional D. Maria II[26][27][28]
- 2019 - Um Outro Fim Para a Menina Júlia - Teatro Nacional D. Maria II[29]
- 2019 - Antígona - Teatro Nacional D. Maria II[30]